# Bruno F. Apitz
Bruno Frank Apitz (1957) è un attore e pittore tedesco,  è noto soprattutto per aver interpretato il personaggio di Hans Moor in Hamburg Distretto 21.

## Biografia
Bruno F. Apitz ha studiato presso la Scuola drammatica e teatrale "Hans Otto" di Lipsia, dove si è diplomato in dizione e recitazione.
A teatro, Apitz ha interpretato tra l'altro i ruoli di Basov in I villeggianti di Maksim Gor'kij, di Claudius in Amleto di Shakespeare, di Mephisto in Urfaust di Goethe. È stato docente ospite di recitazione presso l'Università della musica e del teatro di Lipsia, curando anche la preparazione degli aspiranti attori.
Dal 2002, Bruno F. Apitz lavora come attore indipendente e doppiatore principalmente per produzioni cinematografiche e televisive. Ha recitato finora in più di 90 film.
Bruno F. Apitz è membro della Deutsche Filmakademie. Dal 2010 è nel cast della serie televisiva della ZDF Hamburg Distretto 21, in cui interpreta il Commissario Capo Hans Moor, successore del precedente commissario, interpretato da Uwe Fellensiek.

## Filmografia parziale
- 1987: Polizeiruf 110 – Explosion (Fernsehreihe)
- 1999: Hinter Gittern – Der Frauenknast (Falsche Diagnose)
- 2002: Vollweib sucht Halbtagsmann
- 2004: Tatort – Schichtwechsel (Fernsehreihe)
- 2005: Ein starkes Team: Lebende Ziele (Fernsehfilm)
- 2005: Il medico di campagna – Sternzeichen (serie TV, S09/E07)
- 2005: SOKO Wismar (Folge Die Möwe brennt)
- 2005–2006: 4 gegen Z (Fernsehserie, Nebenrolle als Lübecker Bürgermeister)
- 2006–2008: Der Landarzt
- 2006: Der See der Träume
- 2006: Die Frau des Heimkehrers
- 2007: Wilsberg: Die Wiedertäufer (serie TV)
- 2007: GSG 9 – Ihr Einsatz ist ihr Leben – Außer Kontrolle (Fernsehserie, S01/E10)
- 2007: Der fremde Gast
- 2007: Der Zauber des Regenbogens
- 2008: Eschede Zug 884, Regie: Raymond Ley: Dokumentarfilm mit Spielszenen
- 2008: 1:0 für das Glück
- 2008: Tatort – Das schwarze Grab
- 2009: Mörder kennen keine Grenzen
- 2009: Tatort – Oben und unten
- 2009: Wir sind das Volk – Liebe kennt keine Grenzen
- 2009: Tango im Schnee
- 2009: SOKO Stuttgart – Tödliche Falle
- 2009: Schloss Einstein (Fernsehserie, Folge 557)
- 2010: Trau niemals Deinem Chef
- 2010: Die Rosenheim-Cops – Bei Einbruch: Mord
- 2010: Tatort – Tod auf dem Rhein
- 2010: Tatort – Absturz
- 2010 - 2020: Hamburg Distretto 21
- 2012: Willkommen in Kölleda
- Dr. Nice - serie TV, 8+ episodi (2023-...)

## Documentari
- 2009: Terra X – Der Playboy auf den Sachsenthron

## Doppiatori italiani
- Roberto Draghetti in Hamburg Distretto 21 (st. 5-13)
- Dario Oppido in Hamburg Distretto 21 (st. 14+)